# 陆沉传说

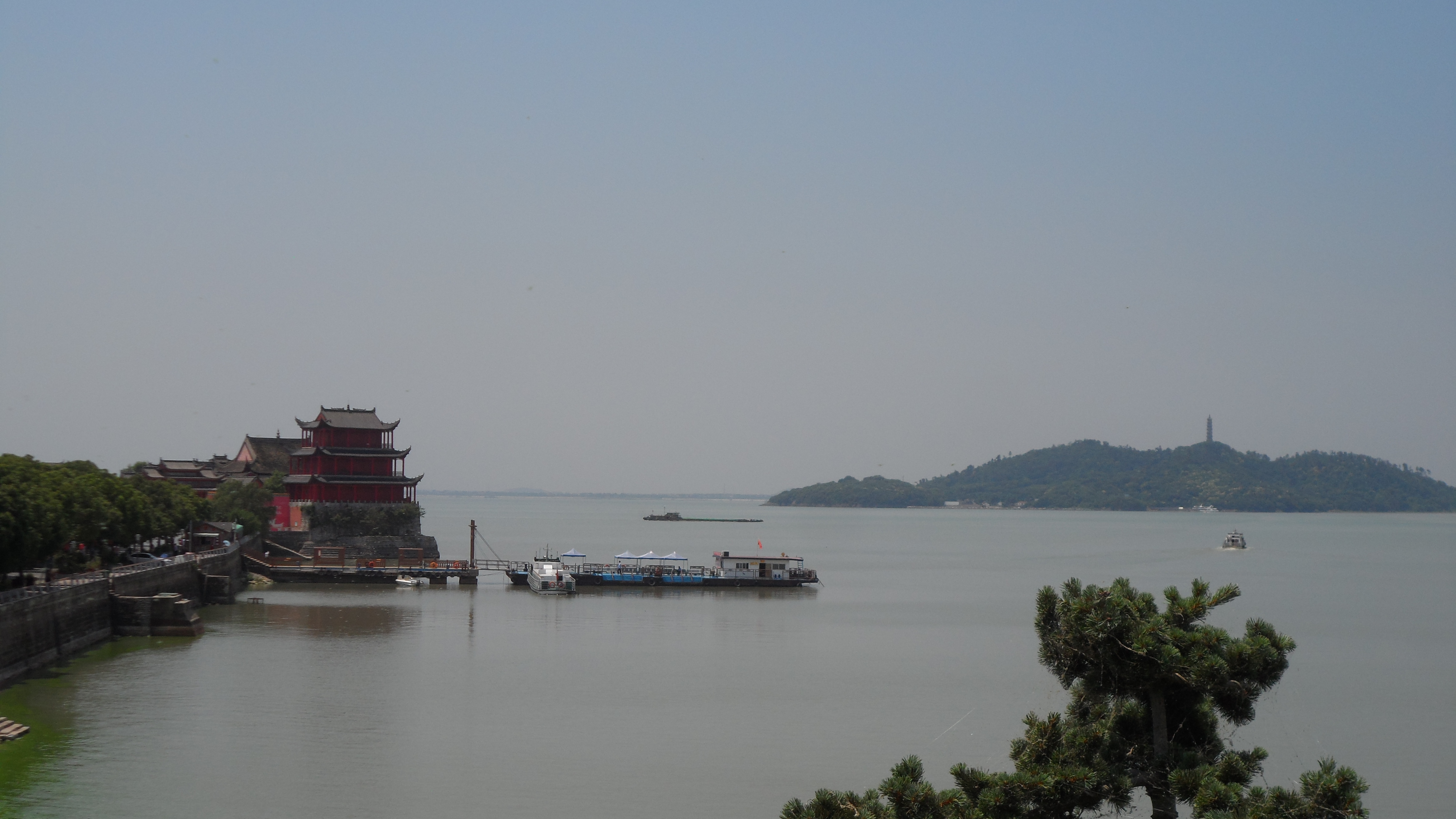
巢湖姥山岛，在当地陷湖传说中是幸存者焦姥之化身

陆沉传说，又称陷湖传说，是流传在东亚多个地方的一个和洪水有关的民间传说，讲述一个地方突然陷入湖、河、海等水体中的故事。有时也包含一地陷入后另一地浮出的情节。该传说在古籍中就有记载，并流传至今。不少地区的俗语如「陷巢州长庐州」，「沉东京浮福建」等，均与此类传说有关。

## 类型
陆沉传说有多种类型，在流传过程中不同子类型又互相杂糅或和其他洪水故事复合。

### 石狮红眼
这一类型的大致情节如下：有人得到神灵警告，当城门有血或是石龟、石狮子眼睛变红时，洪水即将来临；后来不信这一预言者在城门上涂血或是将石龟石狮子眼睛染红，导致洪水爆发；最终只有受神警告者得以逃脱，而城市最终陷入湖中。有一些版本在开头也加入了神灵惩恶及因果报应的情节：神灵先化身成老人或乞丐，但在城市中处处受冷遇甚至歧视，仅有一人热情接待；神灵因此认为该地人冷漠无情，决定用洪水将其毁灭，但为了感恩唯一善待神灵之人，神灵向其透露了洪水信息。也有版本在结尾加入了幸存者为兄妹二人，两人结合，延续人类这一创世题材情节。
早在西汉时期，《淮南子》就有「歷陽之都一夕反而爲湖」的记载，讲述今安徽和县一带的陷湖传说，情节如下：

歷陽，淮南囯之縣名，今屬江都。昔有老嫗，常行仁義。有二诸生遇之，謂曰：此囯當𣳚爲湖，謂嫗視東城門，閫有血便走上北山，勿顧也。自此嫗便往視門閫，閽者問之，嫗對曰如是。其暮，門吏故殺雞血涂門閫。明旦，老嫗早往視門，見血便上北山，囯没爲湖。与門吏言其事，適一宿耳，一夕旦而爲湖也，勇怯同命，无遺脫也。

东晋时期的《搜神记》亦载有今浙江嘉兴至上海一带的类似传说。北宋时期的《太平寰宇记》更记载了今安徽巢湖和江苏连云港一带的传说。
在现代，这一类型传说的流行范围更加广泛。在河湖众多的江淮和江南一带，大湖如太湖、洪泽湖、巢湖、高邮湖、大纵湖、淀山湖的周边均流传有类似该类型之城市陷落为湖传说。此外，类似的传说还存在于北京、天津、辽宁岫岩、吉林、上海金山、上海崇明、浙江富阳、浙江象山、浙江舟山、福建沿海地区、山东长清、山东滕州、山东梁山、山东日照、河南桐柏、广东南澳、云南昆明、云南澄江、西藏拉萨等地，传说也不仅在汉族民众间流传，还在满族、彝族、回族、藏族民众间广泛传播。福建沿海一带的「沉东京浮福建」流传到台湾以后还影响了澎湖的虎井沉城传说。日本多地亦流传有类似传说，如今昔物語集收录的《嫗毎日見卒堵婆付血語》故事。韩国流传的传说母题也大体类似，但更侧重强调「禁忌」和「违反禁忌」，如逃难中的「不可回头」等。

### 灵蛇复仇
这一类型是讲：有一户人家接济了灵蛇，将其养大以后养蛇人因为不同原因被杀或入狱，此后灵蛇涌水陷城替主人复仇，城市陷落后只有主人或主人宅第安然无恙。
《后汉书》记载了邛河的陆沉传说，注解引用了李膺《益州记》，记有该传说的详细情节：

卭都夷者，武帝所開，以為卭都縣。無幾而地陷為汙澤，因名為卭池，南人以為卭河。李膺益州記云：卭都縣下有一老姥，家貧孤獨，每食輙有小蛇頭上戴角在牀間。姥憐之，飴之。後稍長大，遂長丈餘。令有駿馬，蛇遂吸殺之。令因大忿恨，責姥出蛇。姥云在牀下，令即掘地，愈深愈大而無所見。令又遷怒殺姥，蛇乃感人以靈言瞋令：何殺我母，當為母報讐。此後每夜輒聞若雷若風四十許日，百姓相見咸驚語：汝頭那忽戴魚。是夜方四十里與城一時俱陷為湖，土人謂之為陷河。唯姥宅無恙，訖今猶存。漁人採捕，必依止宿，每有風浪，輒居宅側，恬靜無佗，風靜水清，猶見城郭樓櫓畟然。今水淺時，彼土人没水取得舊木，堅貞光黑如漆，今好事人以為枕相贈。

至今四川凉山的彝族仍流传有类似的邛海传说。
此外，《水经注》、《太平寰宇记》和《太平广记》亦有在今河北武强、深州一带及河南山东交界处范县的担生传说，亦属此类。
福建福州的「沉东京浮福建」传说讲述了类似的复仇故事，复仇者由灵蛇变为龙王：龙王被石崇所救，后石崇被陷害，龙王沉没东京为石崇报仇，东京沉没后福建浮出。

### 杀神获谴
这一类型的故事情节比较简单，是讲神灵化身为动物后不慎为人类所捕杀食用，而后上天沉陆作湖来责罚，唯有未食之人得以幸免。如《太平广记》中载今江苏高邮之传说：

進士鄭翬說，家在高郵，有親表盧氏莊近水。其鄰人數家共殺一白蛇，未久，忽大震電雨，發洪，數家陷溺無遺，唯盧宅當中一家無恙。

宋代的《青琐高议》、《夷坚志》、《太上感应篇》以及明代的《广东通志》、《广西通志》分别载有当时湖南郴州、广东上弓弯、安徽巢湖、广东遂溪及广西玉林的相关传说。纳西族的泸沽湖传说也属于该类型。

### 动物报恩
这一类型的故事情节也比较简单，说的是神灵化身为动物后为人所救，动物报恩给了恩人洪水预告，恩人从而得到保全。
明代的《君子堂日询手镜》载有今广西横县的传说：

考宋元諸碑，神乃有唐姓陳一婦人，嘗縱鯉，一日道遇白衣人告云：「可速攜家避古缽山上，此地明日將為巨浸矣。」還告其夫，倉皇挈家，方至山半，其地已陷。今存龍池塘數十頃即是。後其婦遂神此山。前所謂白衣人，蓋所縱之鯉報活己恩也。唐宋及我皇明，皆有「夫人」之封，著在祀典。橫人至今不食鯉云。

内蒙古巴林左旗和巴林右旗的蒙古族传说中除了动物报恩外更增添了被报恩人在洪水中舍己救人的情节。

### 神仙斗法
也有陆沉传说和神仙之间的争斗有关。在广东南澳就有女岛神使诈用自己的酒盅换取男岛神的鼎盖，最终使得男岛神的半岛沉没，而女岛神的岛则逃过一劫的故事。安徽的合肥一带也有下凡的仙女和蟹仙斗法，最终以「陷巢州长庐州」的代价获胜的传说。

### 计诓天神
福建一带的「沉东京浮福建」传说另有说法称：玉皇大帝令天神下凡毁灭福建，但下凡的天神被一位老僧识破，老僧用计使天神签下了不得毁灭福建的契约，最终天神作法时因须遵守契约，只得毁灭东京而保存福建。

### 惩戒乱伦
不少陆沉传说在陆地沉没后加入近亲结婚（即幸存者兄妹结婚）并延续人类这一创世题材情节。但在20世纪40年代的上海，陈志良搜集到另外一种传说，讲述上天惩戒阳城县出现了母子乱伦现象，将阳城县沉为阳城湖。

### 五娘寻夫
在浙江象山及宁海一带，陆沉传说也被和赵五娘东京寻夫联系起来。和琵琶记的大团圆结局不同，该传说讲述蔡伯喈忘恩负义入赘相府，上天惩恶扬善将赵五娘飞升为仙并将东京城沉没。

### 春节习俗
在台湾，一个和春节习俗有关的陆沉传说最早被收在1936年由李献章整理的《台湾民间文学集》中。该传说讲台湾民众在春节祭祀时忽视了管理油灯的「灯猴」。灯猴上天向玉皇大帝告状，玉帝决定在除夕夜将台湾沉入海中。百姓只得在除夕夜和家人团聚，享用最后的晚餐。幸得观音求情，玉帝收回旨意，民众在正月初一发现岛屿并未沉没，纷纷互相道贺。这也成为了台湾独特的过年由来传说。

### 综合型
除此之外，也有传说综合了上述几种子类型。如在安徽巢湖地区流行的一个传说就结合了上述「杀神获谴」和「石狮红眼」的情节。

### 都市传说
在20世纪40年代，香港流传有一个都市传说，讲述若太平山石龟爬到山顶，香港就会沉没。

## 演化
陆沉传说的核心情节是陆地陷落变为湖泊，这一传说有着自然现象作为基础。洪水泛滥和地壳运动都可造成陆地或城池陷落为湖，在人类还没有足够认识自然并支配自然的时代，这一现象就会形成种种奇妙的传说。
有学者认为石狮红眼类型的陆沉传说起源于战国时期流传的伊尹传说：

有侁氏女子採桑，得嬰兒于空桑之中，獻之其君。其君令烰人養之。察其所以然，曰：“其母居伊水之上，孕，夢有神告之曰：‘臼出水而東走，毋顧。’明日，視臼出水，告其鄰，東走十里，而顧其邑盡為水，身因化為空桑”，故命之曰伊尹。

伊尹传说中的洪水预警结合了地陷内容便形成了早期的历阳湖传说。最早，这一类型的传说提到的是城门上有血，在流传过程中逐渐演变为石龟甚至石狮子眼睛有血或变红。从城门有血再到城门石龟眼睛有血可能是伊尹传说中「臼出水」的讹变，而石龟作为占卜的象征，也成为了洪水灾难预言的参照物。但在宋元以后，乌龟在民间地位一再下降，甚至成为民众嘲弄的对象，石狮子也就顺理成章地取代了传说中石龟的角色。传说中提到的作为洪水征兆的动物血，可能源于古代的巫术行为。传说在流传中也逐渐加入了天神惩戒人类不仁不义的情节，这一情节的渗入适应了人类社会发展的需要，也相应地促进了传说的传播。
而邛都或担生的灵蛇复仇型陆沉传说，徐中舒认为可能和中国南方民族的图腾有关。
福建、潮汕一带的陆沉传说也被认为和地质变迁有关。这一带沿海地区部分地壳具有大幅度长趋势的形变，多地渔民曾在捕捞时发现陆地废墟，因而产生了陆地沉没的传说。闽江口壶江岛的「沉立山浮壶江」传说可能反映了1329年发生在闽江口的地震。台湾的「沉东京浮台湾」也可能与历史上台湾岛四次浮沉之地质变迁有关。
而在闽粤一带流传的东京沉没后另一地浮出的俗语如「沉东京浮福建」等，也有观点认为「沉东京」并非与自然灾害有关，而可能反映了真实的历史事件。一说东京指北宋首都汴京，一沉一浮反映了东京陷落宋室南渡后政治经济中心南移的过程。另一说认为东京指宋元战争时期南逃至闽粤一带海上的宋帝行宫，东京陷落指宋室在崖门海战中为元所灭，左丞相陆秀夫带宋帝赵昺跳海自尽的历史。